# Statuta Pallavicinia
La Statuta Pallavicinia, noto anche col nome di Codice Pallavicini, è stato il primo codice civile e penale per i territori dello "Stato Pallavicino", ed è datato al 1429, sotto il governo di Rolando Pallavicino.
La promulgazione del primo corpus legislativo unico per i domini dei Pallavicini nell'Emilia, risale al 1429 quando, dopo un lungo lavoro condotto dal giureconsulto pisano Agapito Lanfranchi, divennero esecutive queste norme, ispirate ad una concezione della signoria innovativa per l'epoca: pur permanendo la territorialità dei domini, Rolando Pallavicini non concepì il suo governatorato come un insieme di vassalli e rocche tra loro isolati, con giurisdizioni locali singole affidate ai suoi rappresentanti, bensì come uno Stato unitario moderno, dotato di un punto unico di riferimento anche in maniera giurisdizionale, ricordando così che tutti erano soggetti al suo potere ed alle sue norme dovevano scrupolosamente attenersi, senza che si andasse a creare una sub-legislazione, lesiva e confusionaria. Gli statuti vennero estesi a Busseto, Monticelli e Solignano, situati rispettivamente nelle diocesi di Cremona, Piacenza e Parma.